# 베르틴 투무
베르틴 투무(1978년 8월 8일 ~ )는 카메룬의 축구 선수로, 과거 포항 스틸러스에서 활약하였다. 1997년 10월, 부천 SK전과 울산 현대전에서 두 경기 연속 멀티골을 기록하기도 하였으며 같은 해 FA컵 16강전에서 선제골 결승골, 8강전에서 1골 3도움을 기록했으나 이 경기에서 경고 2회 누적으로 인해 4강전에서 결장했고 포항은 투무의 공백을 메꾸지 못한 채 0-1로 패했으며 1997년을 끝으로 한국을 떠나야 했다.
카메룬 축구 국가대표팀 일원으로 2008년 아프리카 네이션스컵 준우승에 기여하였다.